# Loch Fyne

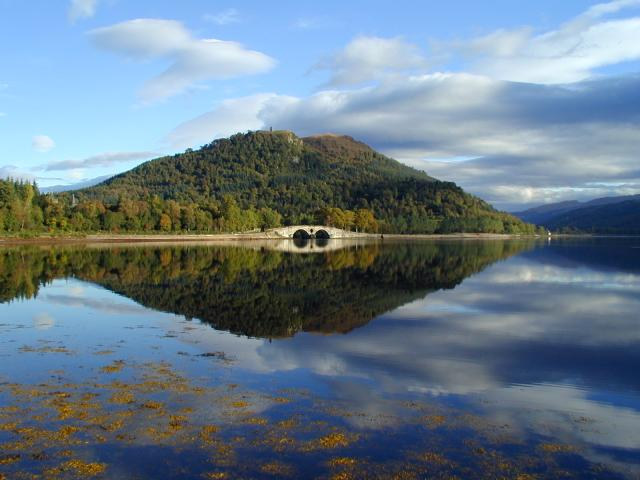
Inveraray Bridge.

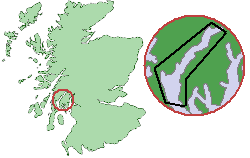
Loch Fynes placering.

Loch Fyne är en havsvik på den västra kusten av Argyll och Bute i Skottland. Den sträcker sig 65 kilometer in från Sound of Bute, vilket gör den till den längsta viken med "loch" i namnet. Crinan Canal kopplar samman viken med Sound of Jura.
Loch Fyne är en populär plats för sportdykning och fiske. Det är också en populär turistattraktion med attraktioner som Inveraray Castle och ruinerna av Castle Lachlan i närheten.
Delfiner och sälar bor i viken, och under sommarmånaderna finns här även brugder.
Inför andra världskriget tränade över en halv miljon soldater landsättning med amfibiefordon på Loch Fynes stränder.